# Чемпіонат Німеччини з хокею 1922
Чемпіонат Німеччини з хокею 1922 — 6-й регулярний чемпіонат Німеччини з хокею, чемпіоном став клуб МТВ Мюнхен 1879.
Право брати участь у чемпіонаті отримали всі аматорські команди Німецького Союзу ковзанярів (DEV), але не більше двох команд з одного міста або району. Матчі чемпіонату проходили на озері Ріссерзеє в містечку Гарміш-Партенкірхен.

## Зіграні матчі
- СК Берлін — МТВ Мюнхен 1879 0:1
- СК Берлін — СК Шарлоттенбург 8:2
- МТВ Мюнхен 1879 — СК Шарлоттенбург 3:2

## Підсумкова таблиця
| М  | Команда          | І | Пер | Н | Пор | Ш    | О |
| -- | ---------------- | - | --- | - | --- | ---- | - |
| 1. | МТВ Мюнхен 1879  | 2 | 2   | 0 | 0   | 4:2  | 4 |
| 2. | СК Берлін        | 2 | 1   | 0 | 1   | 8:3  | 2 |
| 3. | СК Шарлоттенбург | 2 | 0   | 0 | 2   | 4:11 | 0 |

Скорочення: М = підсумкове місце, І = ігри, Пер = перемоги, Н = нічиї, Пор = поразки, Ш = закинуті та пропущені шайби, О = набрані очки